# Gmina Vimmerby
Gmina Vimmerby (szw. Vimmerby kommun) – gmina w Szwecji, w regionie Kalmar, siedzibą jej władz jest Vimmerby.
Pod względem zaludnienia Vimmerby jest 140. gminą w Szwecji. Zamieszkuje ją 15 596 osób, z czego 49,83% to kobiety (7772) i 50,17% to mężczyźni (7824). W gminie zameldowanych jest 477 cudzoziemców. Na każdy kilometr kwadratowy przypada 13,69 mieszkańca. Pod względem wielkości gmina zajmuje 89. miejsce.
W gminie Vimmerby znajduje się miejscowość Sevedstorp, która jest pierwowzorem osady opisanej w powieści Dzieci z Bullerbyn autorstwa Astrid Lindgren.